# Kastell Duleu
Das Kastell Duleu, auch Kastell Duleu-Odăi war ein römisches Hilfstruppenlager etwas außerhalb von Fârliug, einer Gemeinde im Kreis Caraș-Severin. Der Ort liegt in der rumänischen Region Banat. In antiker Zeit war es ein Außenkastell des Dakischen Limes und gehörte administrativ zur Provinz Dacia superior.

## Erkenntnisse
Das heutige Bodendenkmal befindet sich knapp einen Kilometer nordwestlich des Dorfes auf der Mittelterrasse des Flusses Pogăniş. Es ist lokalisiert, aber noch nicht archäologisch erforscht. Die ersten Oberflächenbegehungen lassen jedoch mit hoher Wahrscheinlichkeit auf ein römisches Militärlager schließen. Es zeichnete sich eine rechteckige, rund 120 m mal 100 m (= 1,2 Hektar) große Kontur an der Oberfläche ab. Diese war von einem Doppelgraben umgeben, dessen Verfüllung rötlich verfärbt und mit Brandschutt verfüllt war. Im Bereich dieses Befundes wurden typische Artefakte wie römische Scherben, eine Axt und eine Lanzenspitze geborgen. Eduard Nemeth und Dan Matei hielten eine Gleichsetzung des aus der Antike überlieferten Ortes Aizis (andere Schreibweisen: Aigizis, Aigizidava, Aigis, Aixis, Azizis und Zizis) mit diesem Fundplatz für wahrscheinlicher als mit dem benachbarten Kastell Fârliug (siehe dort). Aus Trajans verloren gegangenem Werk Dacica über die Dakerkriege ist nur durch Priscian zufällig der Satz inde Berzobim, deinde Aizi processimus (i. S. v. „nachdem wir nach Berzovia vorgerrückt waren, rückten wir auch nach Aizis vor“) überliefert. Weitere Anhaltspunkte zu einer Lokalisierung aus schriftlicher antiker Überlieferung liegen nicht vor.

## Denkmalschutz
Die gesamte archäologische Stätte steht nach dem 2001 verabschiedeten Gesetz Nr. 422/2001 als historisches Denkmal unter Schutz und ist in der nationalen Liste der historischen Monumente (Lista Monumentelor Istorice) mit dem LMI-Code CS-I-s-B-10826 eingetragen. Der RAN-Code lautet 52810.03. Zuständig sind das Ministerium für Kultur und nationales Erbe (Ministerul Culturii și Patrimoniului Național), insbesondere das Generaldirektorat für nationales Kulturerbe, die Abteilung für bildende Kunst sowie die Nationale Kommission für historische Denkmäler sowie weitere, dem Ministerium untergeordnete Institutionen. Ungenehmigte Ausgrabungen sowie die Ausfuhr von antiken Gegenständen sind in Rumänien verboten.